# Ligne du Jura
Ne doit pas être confondu avec Chemins de fer du Jura.
- (de) Cet article est partiellement ou en totalité issu des articles intitulés en allemand « Jurabahn » (voir la liste des auteurs) et  « Chemins de fer du Jura bernois » (voir la liste des auteurs).

La ligne du Jura (en allemand : Jurabahn), où ligne de Bâle à Bienne via Delémont, est une ligne de chemin de fer suisse, à voie normale. Elle relie les villes de Bâle, Delémont, Moutier et Bienne.
C'est une ligne des Chemins de fer fédéraux suisses (SBB CFF FFS) et du BLS (pour le tronçon entre Lengnau et Moutier).

## Histoire
Les cantons de Bâle et de Berne étaient déjà reliés entre eux depuis 1858 via la ligne du Hauenstein et la ligne d'Olten à Berne de la Compagnie du Central-Suisse. Si l'opportunité d'une ligne de Bienne à Bâle via le canton du Jura fait l'objet d'un consensus politique dès cette même année, sa concrétisation prend un véritable essor lors de l'annexion de l'Alsace par l'Allemagne à la suite de la guerre franco-prussienne de 1870. En effet, la Compagnie des chemins de fer de l'Est, cherchant à retrouver un accès direct à la Suisse depuis sa ligne Paris-Mulhouse sans transiter par l'Allemagne, fera partie des principaux investisseurs de la Compagnie du Jura bernois, société par actions créée en 1873, aux côtés du canton de Berne et d'autres investisseurs institutionnels et particuliers,. Ladite compagnie absorbera par la suite la Compagnie du Jura industriel, la compagnie du Chemin de fer Porrentruy–Delle (de) et la Compagnie Berne-Lucerne (de), avant d'être intégrée à la Compagnie du Jura-Simplon en 1890 puis aux Chemins de fer fédéraux suisses (CFF) en 1903.
La Compagnie du Jura bernois ouvre en 1874 un premier tronçon reliant les gares de Bienne et Tavannes (ce tronçon ne fait plus partie de la ligne du Jura depuis l'ouverture du tunnel Moutier-Granges), puis un tronçon Bâle-Delémont l'année suivante. La jonction complète est établie le 24 mai 1877. A Delémont, la ligne bénéficie d'un accès à la France via la ligne Delémont-Delle – la bifurcation de Delémont est d'ailleurs orientée de manière à privilégier les liaisons directes franco-suisses, engendrant un rebroussement pour les liaisons Bâle-Bienne.
La ligne est intégrée au réseau ferré national suisse en 1903 (année d'acquisition du Jura-Simplon par les CFF).
Afin de réduire les temps de parcours entre la frontière franco-suisse et Berne (et au-delà l'Italie), un projet voit le jour au début du XXe siècle de dévier la ligne par un itinéraire plus direct, toujours avec l'appui de la France,,. La mission en échoit au Berne-Lötschberg-Simplon (BLS), société indépendante des CFF (mais à capitaux en partie publics) créée en 1906 pour réaliser et exploiter la ligne du Lötschberg. Cette société se voit confier en 1909 la concession d'une liaison directe entre la gare de Moutier et celle de Longeau (sur la ligne du Pied-du-Jura), qu'elle établit en creusant le tunnel Moutier-Granges. Le nouvel itinéraire ouvre à la circulation en 1915.
Après la Grande guerre, le trafic international délaisse peu à peu la ligne, lui préférant les liaisons électrifiées via Mulhouse (redevenue française) ou Vallorbe, et cesse complètement en 1992 lorsque la SNCF ferme la ligne Belfort-Delle. Cette dernière rouvrira finalement en 2018 et permet aujourd'hui une correspondance avec la LGV Rhin-Rhône en gare de Belfort-Montbéliard TGV.

### Accidents ferroviaires
- 14 juin 1891 : catastrophe de Münchenstein, 73 morts et 171 blessés.
- 26 mars 1974 : le train international Hispania-Express Cerbère–Genève–Bâle–Hambourg déraille entre Choindez et Delémont. La voiture-restaurant allemande s'écrase contre l'entrée du tunnel de Choindez III et est coupée en deux[10] ; trois morts et 27 blessés seront retirés du train. La cause étant que ce type de voitures-restaurants était plus long de 1,1 mètre que la normale (27,50 m contre 26,40), et que l'empattement entre les second et troisième essieux supérieurs d'autant, longueur qui a suffi pour que les isolations d'aiguille ne détectent plus le véhicule durant un court instant, permettant ainsi aux lames d'aiguilles de tourner. Les deux bogies de la voiture se sont donc retrouvés sur deux voies différentes et parallèles. La voiture a circulé ainsi sur quelques centaines de mètres, y compris à travers le tunnel de Choindez I, avant d'être stoppée par l'entrée du tunnel III, construit séparément du tunnel II. Les installations de sécurité de la gare de Choindez étaient en travaux à ce moment-là, il est possible que la longueur des rails isolés en ait été réduite.

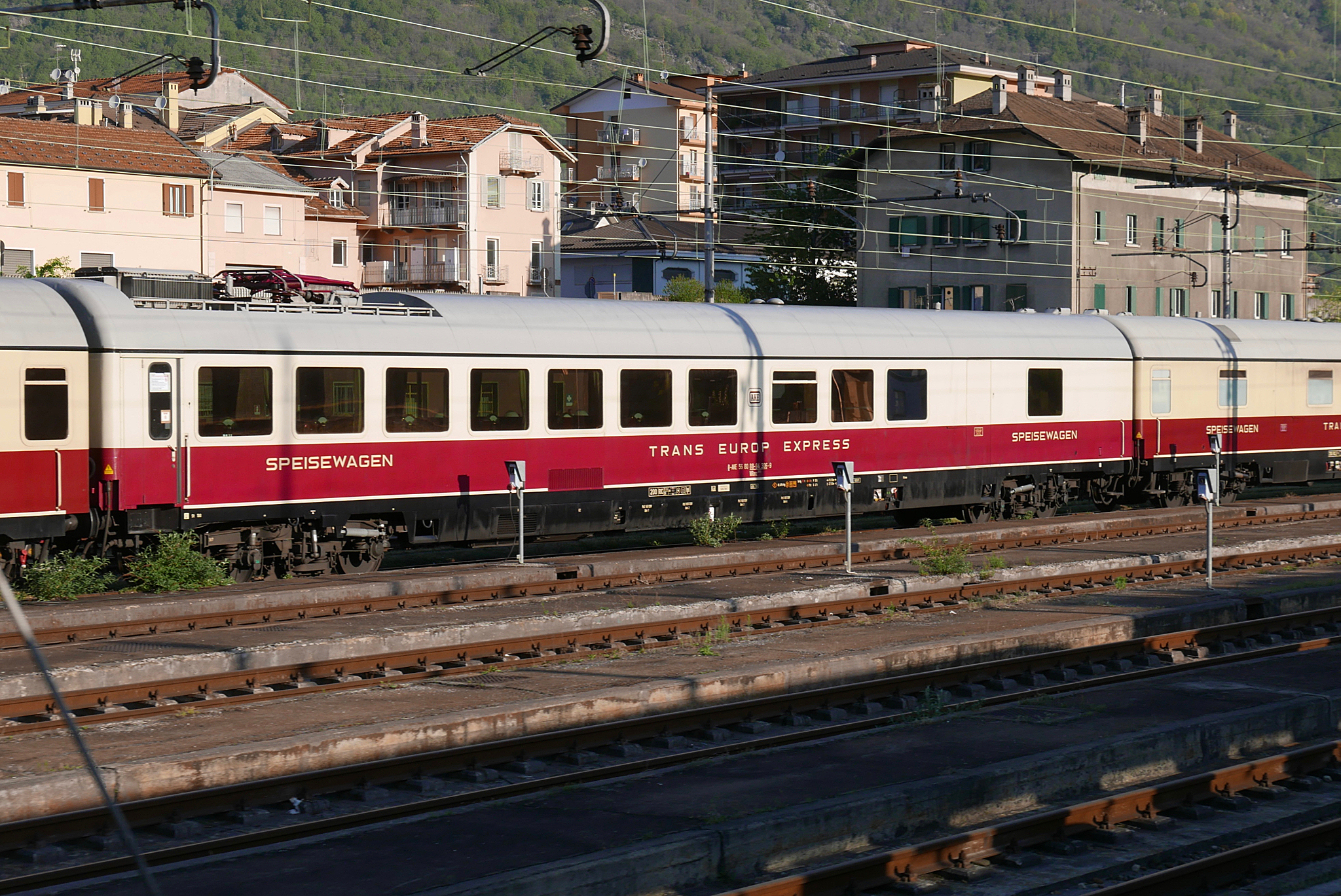
Voiture-restaurant DB de type WRmz135, du même type que celle impliquée dans l'accident de Choindez.

## Caractéristiques
Au départ de Bâle, la ligne suit le cours de la Birse, qu'elle franchit à plusieurs reprises. Jusqu'en 1915, la ligne remontait jusqu'à la source de cette rivière, à Tavannes, puis franchissait le col de Pierre Pertuis par un tunnel, avant de redescendre le cours de la Suze de Sonceboz-Sombeval à Bienne. Depuis 1915, la ligne quitte la vallée de la Birse à Moutier, empruntant le tunnel Moutier-Granges sous le Grenchenberg et le Graitery, avant de rejoindre la ligne du Pied-du-Jura à Longeau. L'ancien tracé est désormais emprunté par la ligne Sonceboz-Sombeval – Moutier et par la ligne Bienne – La Chaux-de-Fonds.
La ligne est entièrement à voie unique à l'exception du tronçon périurbain Bâle-Aesch, et du tronçon Longeau-Bienne commun à la ligne du Pied-du-Jura. Il est prévu de doubler la voie entre les gares successives de Duggingen et Grellingen, créant ainsi un évitement dynamique à même d'augmenter la capacité de la ligne. Ce projet reçoit l'aval de l'Office fédéral des transports en février 2023 et devrait se concrétiser d'ici fin 2025,. Dans le cadre de ces travaux, les CFF annoncent en 2024, que les trains ne circuleront plus entre Laufon et Aesch, d'avril à fin septembre 2025. Des bus remplaceront les trains entre ces deux communes, mais le temps de trajet sera rallongé de 15 à 30 minutes.

### Ouvrages d'art
Avec une longueur de 7 mètres, le tunnel de Moutier III situé le long des gorges de Moutier est le plus court tunnel ferroviaire du pays.

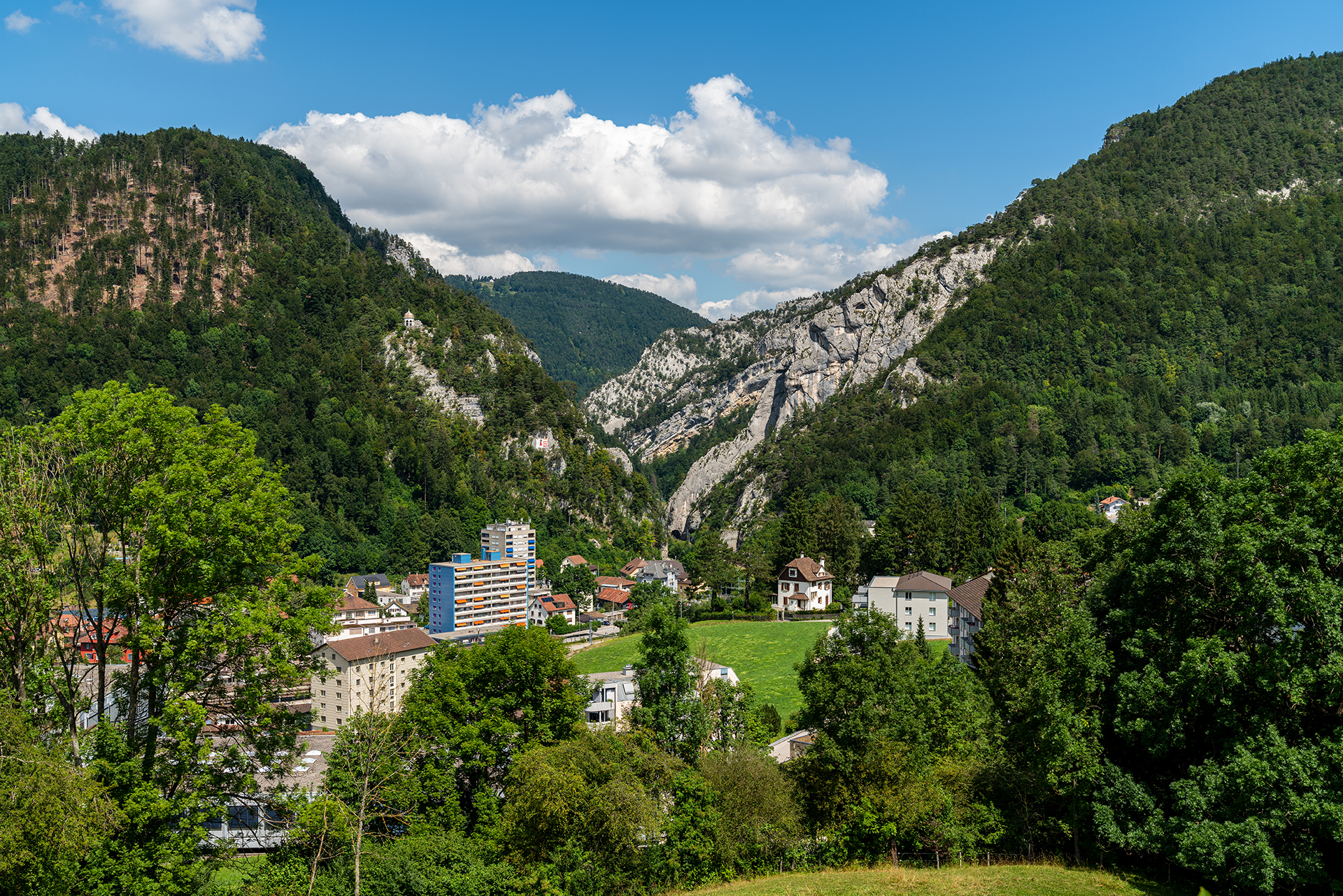
La cluse (les gorges) de Moutier.
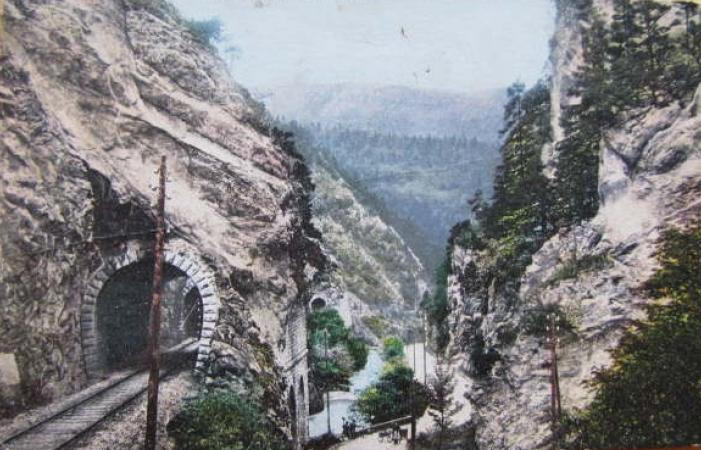
Gorges de Moutier, série de tunnels dont fait partie le tunnel de Moutier III.
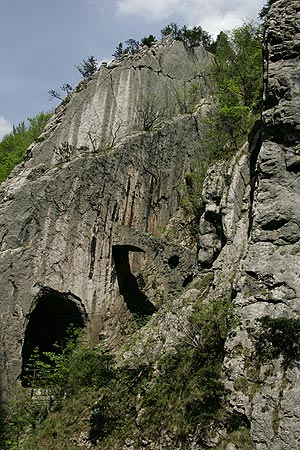
Tunnel de Moutier III, à gauche de l'image.

## Exploitation
La ligne du Jura est parcourue de bout en bout par les trains la ligne InterCity (IC) numéro 51, à la fréquence horaire. Des trains reliant Bâle à Lausanne et Genève sans changement l'ont empruntée jusqu'en 2015. Il est prévu à terme de doubler la fréquence de la ligne IC 51 et de rétablir le prolongement à Lausanne pour une partie des circulations. En complément, le tronçon de Bienne à Delémont est emprunté par des RegioExpress reliant Bienne à Belfort-Montbéliard TGV, et le tronçon de Bâle à Delémont, par la ligne S3 du RER trinational de Bâle reliant Olten à Porrentruy. Tous ces trains sont exploités par les CFF.